# Rabdophaga caudicis
Rabdophaga caudicis är en tvåvingeart som beskrevs av Gagne 1989. Rabdophaga caudicis ingår i släktet Rabdophaga och familjen gallmyggor.
Artens utbredningsområde är Illinois. Inga underarter finns listade i Catalogue of Life.